# Žan Rogelj
Žan Rogelj (Kranj, 25 novembre 1999) è un calciatore sloveno, difensore dello Charleroi.

## Caratteristiche tecniche
È un terzino destro.

## Carriera

### Club
Cresciuto nel settore giovanile del Triglav, debutta in prima squadra il 17 ottobre 2017 in occasione dell'incontro di Coppa di Slovenia perso 1-0 contro il Gorica; nel 2020 viene acquistato dal WSG Swarovski Tirol.

### Nazionale
Ha giocato nella nazionale slovena Under-17.
Nel 2021 viene convocato dalla nazionale Under-21 per il campionato europeo di categoria; il 24 marzo scende in campo nel match della fase a gironi contro la Spagna. Sempre nel 2021 ha anche esordito in nazionale maggiore, giocandoci in totale 3 partite nell'arco dell'anno solare.

## Statistiche
Statistiche aggiornate al 29 agosto 2022.

### Presenze e reti nei club
| Stagione               | Squadra                | Campionato             | Campionato | Campionato | Coppe nazionali | Coppe nazionali | Coppe nazionali | Coppe continentali | Coppe continentali | Coppe continentali | Altre coppe | Altre coppe | Altre coppe | Totale | Totale | Totale |
| Stagione               | Squadra                | Comp                   | Pres       | Reti       | Comp            | Pres            | Reti            | Comp               | Pres               | Reti               | Comp        | Pres        | Reti        | Pres   | Reti   |        |
| ---------------------- | ---------------------- | ---------------------- | ---------- | ---------- | --------------- | --------------- | --------------- | ------------------ | ------------------ | ------------------ | ----------- | ----------- | ----------- | ------ | ------ | ------ |
| 2017-2018              | Triglav                | 1.SNL                  | 0          | 0          | CS              | 1               | 0               |                    | -                  | -                  |             | -           | -           | 1      | 0      |        |
| 2018-2019              | Triglav                | 1.SNL                  | 22         | 0          | CS              | 1               | 0               |                    | -                  | -                  |             | -           | -           | 23     | 0      |        |
| 2019-2020              | Triglav                | 1.SNL                  | 28+2       | 1+0        | CS              | 2               | 0               |                    | -                  | -                  |             | -           | -           | 32     | 1      |        |
| ago. 2020              | Triglav                | 2.SNL                  | 2          | 0          | CS              | 0               | 0               |                    | -                  | -                  |             | -           | -           | 2      | 0      |        |
| Totale Triglav         | Totale Triglav         | Totale Triglav         | 54         | 1          |                 | 4               | 0               |                    | -                  | -                  |             | -           | -           | 58     | 1      |        |
| 2020-2021              | WSG Swarovski Tirol    | BL                     | 28         | 3          | CA              | 1               | 0               |                    | -                  | -                  |             | -           | -           | 29     | 3      |        |
| 2021-2022              | WSG Swarovski Tirol    | BL                     | 33         | 1          | CA              | 2               | 0               |                    | -                  | -                  |             | -           | -           | 35     | 1      |        |
| 2022-2023              | WSG Swarovski Tirol    | BL                     | 29         | 3          | CA              | 2               | 0               |                    | -                  | -                  |             | -           | -           | 31     | 3      |        |
| Totale Swarovski Tirol | Totale Swarovski Tirol | Totale Swarovski Tirol | 90         | 7          |                 | 5               | 0               |                    | -                  | -                  |             | -           | -           | 95     | 7      |        |
| Totale carriera        | Totale carriera        | Totale carriera        | 134        | 8          |                 | 9               | 0               |                    | -                  | -                  |             | -           | -           | 143    | 8      |        |

### Cronologia presenze e reti in nazionale
| Cronologia completa delle presenze e delle reti in nazionale ― Slovenia | Cronologia completa delle presenze e delle reti in nazionale ― Slovenia | Cronologia completa delle presenze e delle reti in nazionale ― Slovenia | Cronologia completa delle presenze e delle reti in nazionale ― Slovenia | Cronologia completa delle presenze e delle reti in nazionale ― Slovenia | Cronologia completa delle presenze e delle reti in nazionale ― Slovenia | Cronologia completa delle presenze e delle reti in nazionale ― Slovenia | Cronologia completa delle presenze e delle reti in nazionale ― Slovenia |
| Data                                                                    | Città                                                                   | In casa                                                                 | Risultato                                                               | Ospiti                                                                  | Competizione                                                            | Reti                                                                    | Note                                                                    |
| ----------------------------------------------------------------------- | ----------------------------------------------------------------------- | ----------------------------------------------------------------------- | ----------------------------------------------------------------------- | ----------------------------------------------------------------------- | ----------------------------------------------------------------------- | ----------------------------------------------------------------------- | ----------------------------------------------------------------------- |
| 4-6-2021                                                                | Lubiana                                                                 | Slovenia                                                                | 6 – 0                                                                   | Gibilterra                                                              | Amichevole                                                              | -                                                                       | 45’                                                                     |
| 11-10-2021                                                              | Maribor                                                                 | Slovenia                                                                | 1 – 2                                                                   | Russia                                                                  | Qual. Mondiali 2022                                                     | -                                                                       | 87’                                                                     |
| 11-11-2021                                                              | Trnava                                                                  | Slovacchia                                                              | 2 – 2                                                                   | Slovenia                                                                | Qual. Mondiali 2022                                                     | -                                                                       | 85’                                                                     |
| Totale                                                                  |                                                                         | Presenze                                                                | 3                                                                       |                                                                         | Reti                                                                    | 0                                                                       |                                                                         |